# Emil Nørlund
Emil Nørlund (født 1981) er en dansk tv- og radiovært og journalist. Nørlund blev optaget på DR's talentordning i 2004. [kilde mangler]
På tv har Nørlund været reporter i ungdomsprogrammet Hjerteflimmer. Han fik derefter sit eget kærlighedsprogram S, P eller K på DR1. 
I radioen har Nørlund lavet diverse musik- og underholdningsradio på P3, bl.a. programmet Log in på P3, hvor unges problemer blev taget op til seriøs diskussion i samarbejde med Tine Bryld fra radioprogrammet Tværs.
Efter Tine Brylds død i foråret 2011 genoplivedes Tværs i efteråret 2011 med Nørlund som vært. Programmet hedder Tværs på P3.
I 2012 blev Nørlund tildelt Werther-Prisen for et program om selvmord.
I 2013 fik Nørlund Sabroe-Prisen af Børns Vilkår for sit formidlingsarbejde i Tværs på P3.